# Landvættir
Landvættir („stvoření krajiny“) jsou duchové krajiny v severské mytologii obyvající osídlené i neosídlené oblasti. Seveřané věřili, že tato stvoření zajišťují správné fungování přírodních jevů. Ač jim byla prokazována velká úcta, neznáme jejich konkrétní jména ani příběhy o nich, protože jim na rozdíl od bohů chybí individualita.
Proti kultu landvættir se později obracelo křesťanství, jak například ukazuje pasáž z Mladšího práva sněmu v Gule, která zakazuje „věřit v duchy země, že žijí v hájích, kopcích a vodopádech.“